# Klaes Karppinen
Klaes Karppinen (Kirkkonummi, 9 oktober 1907 - Iisalmi, 24 januari 1992) was een Fins langlaufer. 

## Carrière
Karppinen won tijdens de spelen van 1936 de gouden medaille op de estafette. Karppinen won met de Finse ploeg viermaal de wereldtitel op de estafette en individueel in 1935 de achttien kilometer en daarnaast nog vijf zilveren medailles individueel.

## Belangrijkste resultaten

### Olympische Winterspelen
| Editie | Plaats                 | Resultaten           |
| ------ | ---------------------- | -------------------- |
| 1936   | Garmisch-Partenkirchen | 5e 50 km · estafette |

### Wereldkampioenschappen langlaufen
| Jaar | Plaats                 | Resultaten                |
| ---- | ---------------------- | ------------------------- |
| 1934 | Sollefteå              | 5e 18 km · estafette      |
| 1935 | Vysoké Tatry           | 18 km · 50 km · estafette |
| 1936 | Garmisch-Partenkirchen | 5e 50 km · estafette      |
| 1937 | Chamonix-Mont-Blanc    | 50 km · estafette         |
| 1938 | Lahti                  | 5e 50 km · estafette      |
| 1939 | Zakopane               | 18 km · 50 km · estafette |